# قرار مجلس الأمن التابع للأمم المتحدة رقم 741
قرار مجلس الأمن التابع للأمم المتحدة رقم 741، المعتمد بدون تصويت في 7 فبراير 1992، وبعد النظر في طلب جمهورية تركمانستان الانضمام إلى عضوية الأمم المتحدة، أوصى المجلس الجمعية العامة بقبول تركمانستان.